# Прем'єр-ліга (Бруней)
Прем'єр-ліга Брунею (англ. Brunei Premier League) — другий за рівнем футбольний дивізіон Брунею. Ліга була заснована 1985 року і до 2011 року була найвищим дивізіоном країни.

## Історія
Перші футбольні турніри в Брунеї стали з'являтися в 1985 році, коли була заснована національна асоціація Брунею (BAFA), яка розпочала розіграш національного чемпіонату. 
Турнір не проводився між 1994 та 2001 роками, після чого в 2002 році турнір відновився під назвою Прем'єр-ліга Брунею, який розігрувався до 2011 року, а з наступного року був замінений Суперлігою Брунею. Це призвело до скасування Прем'єр-ліги Брунею 2011 року.
З 2014 року турнір знову став проводитись вже як другий дивізіон країни. 

## Чемпіони
| Національний чемпіонат:               |                    |                 |                 |
| 1985                                  | Ангката Персіньята |                 |                 |
| 1986                                  | Даєрах Бруней      |                 |                 |
| 1987                                  | Кота Рейнджерс     |                 |                 |
| 1988                                  | Куала Белайт       |                 |                 |
| 1989                                  | Муара Старз        |                 |                 |
| 1990-92                               | не розігрувався    | не розігрувався | не розігрувався |
| 1993                                  | Кота Рейнджерс     |                 |                 |
| 1994-01                               | не розігрувався    | не розігрувався | не розігрувався |
| Прем'єр-ліга Брунею                   |                    |                 |                 |
| 2002                                  | ДПММ               |                 |                 |
| 2003                                  | Віджая             |                 |                 |
| 2004                                  | ДПММ               |                 |                 |
| 2005-06                               | КАФ                |                 |                 |
| 2006-07                               | не розігрувався    | не розігрувався | не розігрувався |
| 2007-08                               | КАФ                |                 |                 |
| 2008/09                               | не розігрувався    | не розігрувався | не розігрувався |
| 2009-10                               | КАФ                |                 |                 |
| 2011                                  | скасований         | скасований      | скасований      |
| Прем'єр-ліга Брунею (другий дивізіон) |                    |                 |                 |
| 2014                                  | Лун Баванг         |                 |                 |
| 2015                                  | Кота Рейнджерс     |                 |                 |
| 2016                                  | Аль-Ідрус Джуніор  |                 |                 |
| 2017                                  | Сетія Пердана      |                 |                 |